# Bohdan Khmelnitski
Bohdan Khmelnitski (ucraïnès: Богдан Хмельницький; rus: Богда́н Хмельни́цкий, Bogdan Khmelnitski; polonès Bohdan Zenobi Chmielnicki), nascut cap al 1595 i mort el 6 d'agost del 1657, va ser ataman dels cosacs d'Ucraïna en el moment de l'aixecament del 1648 contra la noblesa polonesa i els seus servidors jueus, que ell va organitzar i que hom coneix amb el nom de rebel·lió de Khmelnitski.
Bohdan Khmelnitski esdevindrà després de la seva mort una autèntica llegenda, símbol de la resistència cosaca i heroi ucraïnès.

## Biografia

### Orígens familiars i educació
D'origen noble, probablement nascut a Ucraïna central a Txihirín, el seu pare va servir sota l'ataman polonès Stanisław Żółkiewski. Havent estudiat amb els jesuïtes a Lviv i sens dubte a Cracòvia.

### Al servei de la República de les Dues Nacions

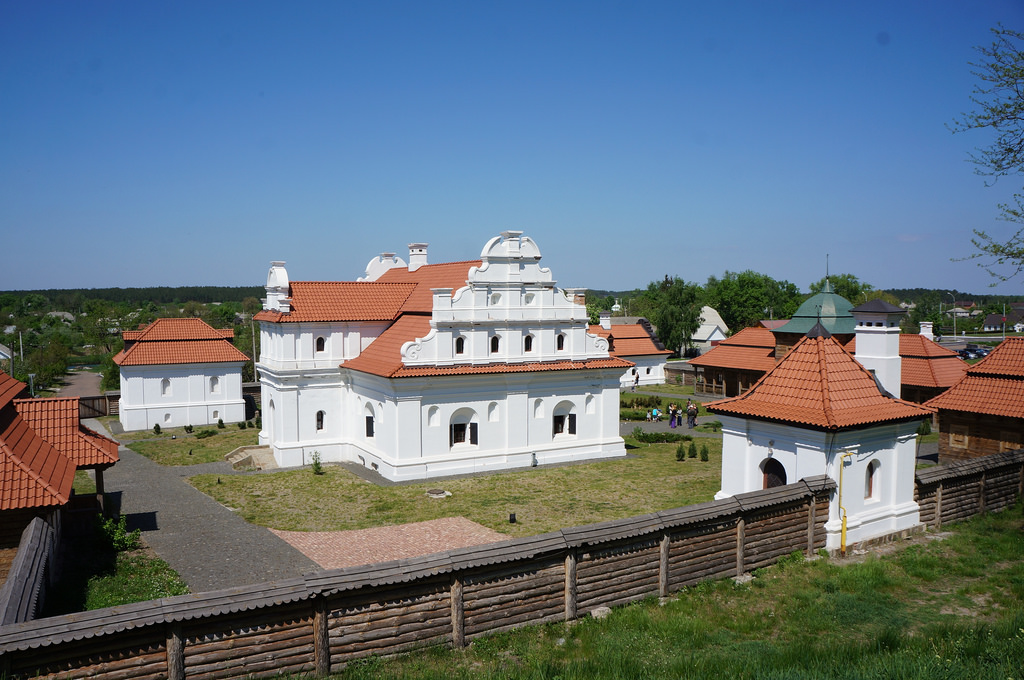
La seva casa a Txihirín.

El 1620 va participar en la batalla de Cecora contra l'exèrcit otomà, durant la qual va morir el seu pare. Ell mateix va ser fet presoner. Després va aprendre turc i tàtar.
El 1637 va esdevenir secretari militar dels cosacs registrats, llavors comandant d'una sotnia cosaca. El 1637 esdevé secretari militar dels Cosacs, i després comandant d'una centúria cosaca.

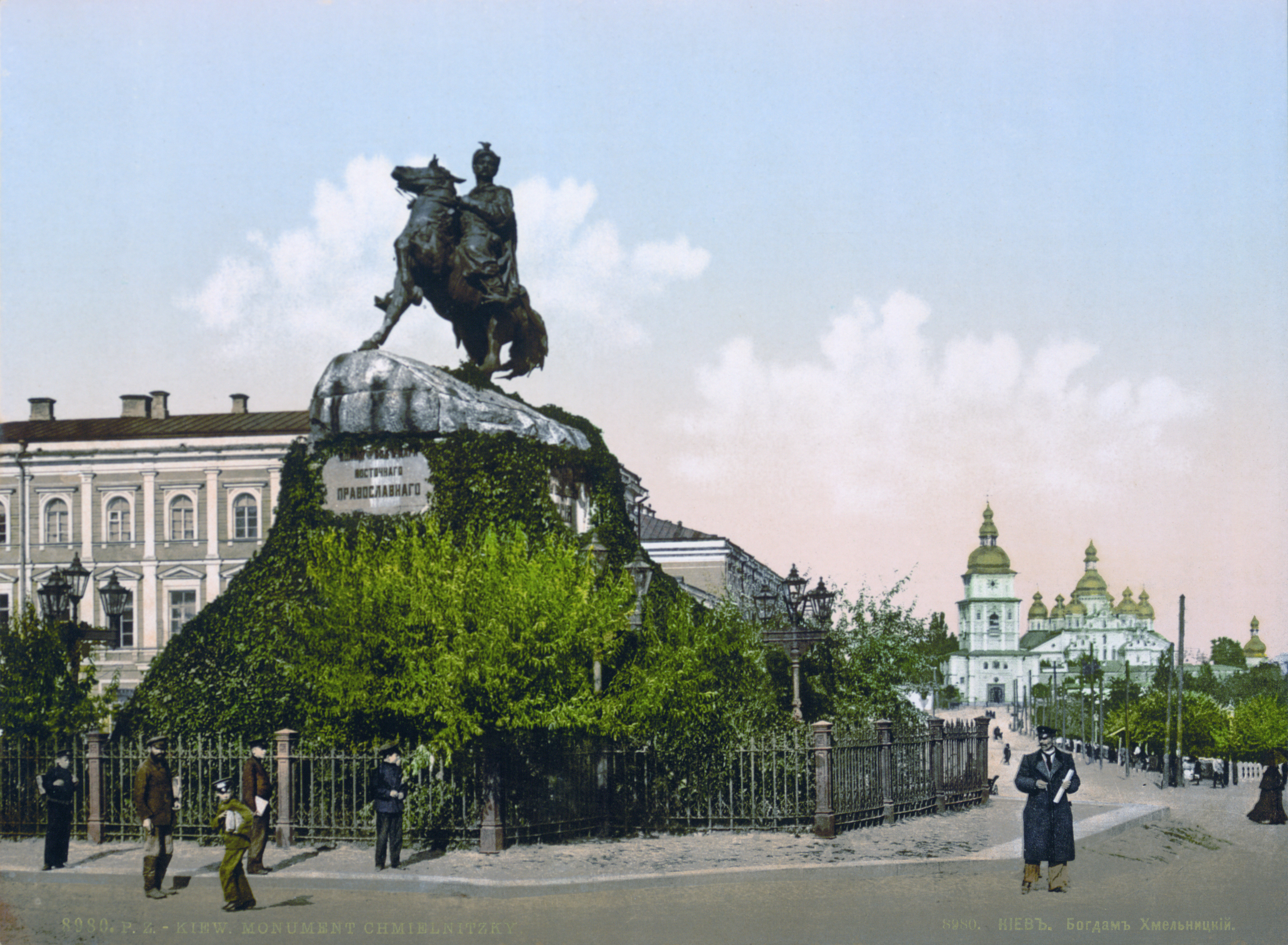
Monument de Khmelnitski situat en el centre de Kíev, obra de Mikhaïl Mikexin

### Aixecament: període 1648-1649
Ja havia començat una vida de noble ordinari quan un violent conflicte personal el va oposar amb  Daniel Czapliński, un starosta adjunt local, la qual cosa s'acompanyà de la mort del seu fill de deu anys. Bohdan Khmelnitskyi va decidir venjar-se i es va refugiar amb els cosacs de Zaporoges, convertint-se en hetman el 1648, amb l'ajuda dels tàrtars del Kanat de Crimea. Va intentar resoldre el conflicte per intercessió de diferents autoritats, va conèixer Ladislau IV de Polònia el 1646. Però el conflicte va durar i es va intensificar, Daniel Czapliński l'obliga a ell i a la seva família a abandonar casa seva. Perd la seva dona i es torna a casar amb Helena Czapliński, Helena de l'estepa. Amb l'ajuda dels tàrtars de Crimea incità els pagesos ucraïnesos a la revolta, amb la qual cosa aquests esperaven evitar la servitud que els reservaven els nobles polonesos. Ucraïna ja havia conegut diverses revoltes, però aquesta vegada l'aposta era la constitució d'un país independent. L'èxit de Khmelnitski va ser enorme: va aixecar en efecte tot Ucraïna, va reunir un exèrcit més de 80.000 homes, va vèncer els exèrcits polonesos diverses vegades i va fer vacil·lar la poderosa República polonesa de l'època. Aquesta primera fase de la guerra es va concloure amb el Tractat de Zboriv i la creació de l'Hetmanat cosac. Però la lluita es va reprendre força ràpidament després.
Aleshores va incitar als camperols ucraïnesos (ortodoxos) a revoltar-se, aquests últims amb l'esperança d'escapar del domini dels nobles polonesos (catòlics), assistits per gestors sovint jueus. Ucraïna ja havia viscut diverses revoltes, però aquesta es va convertir en una guerra d'alliberament a causa dels problemes religiosos, socials i nacionals acumulats a les terres ucraïneses.

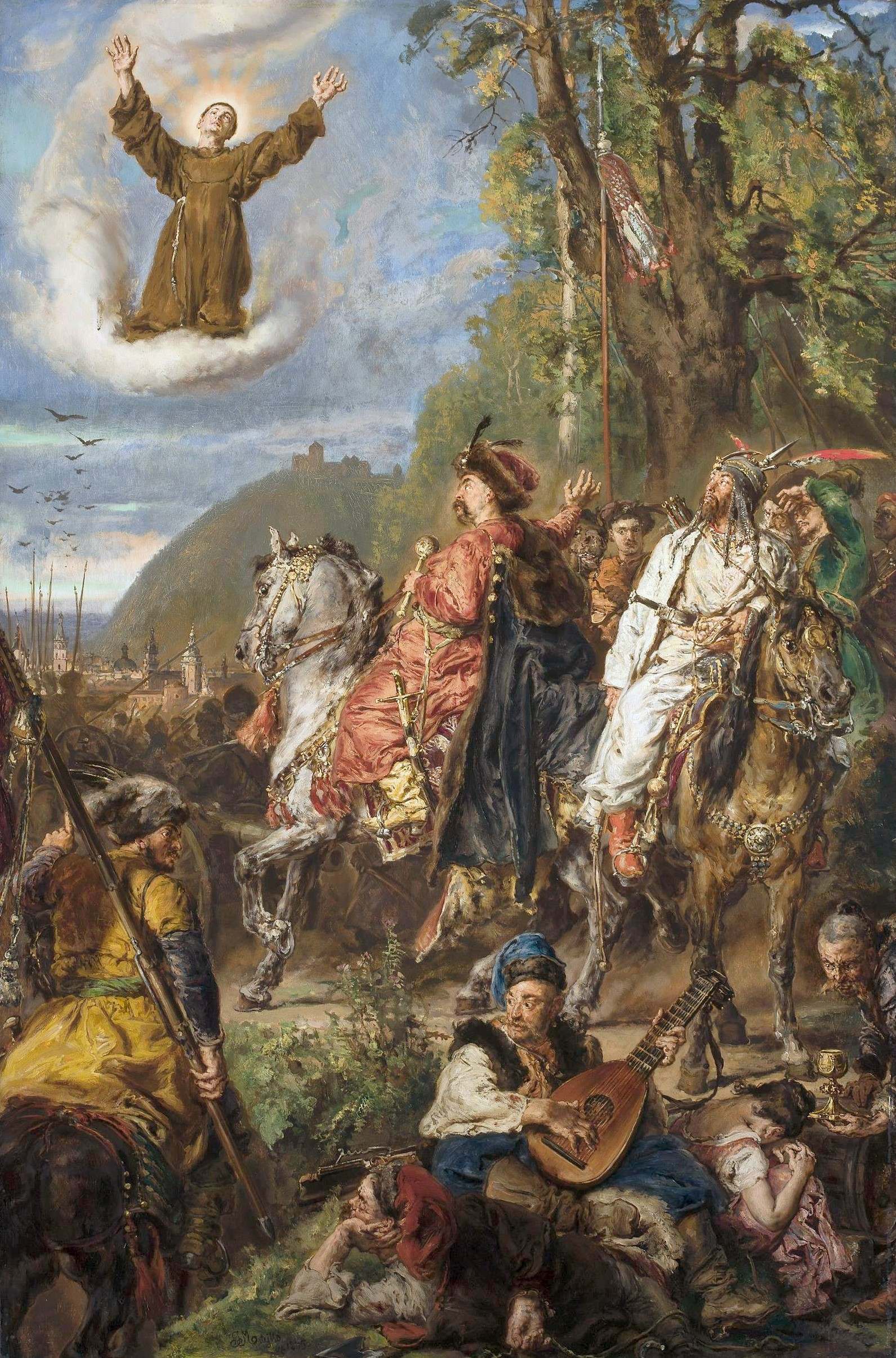
Tela de 1885 de Jan Matejko que representa Bohdan Khmelnitski amb l'estratega tàrtar de Crimea Toğay bey a Lviv. Espantats per l'aparició de Sant Joan de Dukla al cel sobre la ciutat, Khmelnitski i Toğay bey van renunciar a assetjar-la i es van retirar sense lluitar. L'esdeveniment de 1648 es commemora a Lviv per una columna votiva encara avui visible.

### Període 1650-1654 i acostament a Rússia
Nombroses batalles sagnants i mortíferes el van oposar als caps polonesos, entre d'altres el duc Jeremi Wiśniowiecki, voivoda d'Ucraïna. Nombrosos pogroms van sacsejar Ucraïna durant aquests anys, en els quals es mataren a sang freda milers de jueus (el nombre varia segons les fonts: entre 50.000 i 60.000 segons l'historiador Henri Minczeles, o entre 80.000 i 100.000 segons l'historiador Txerikower).
Els rebels van ser vençuts finalment el 1651, però la resistència cosaca no va ser definitivament controlada.

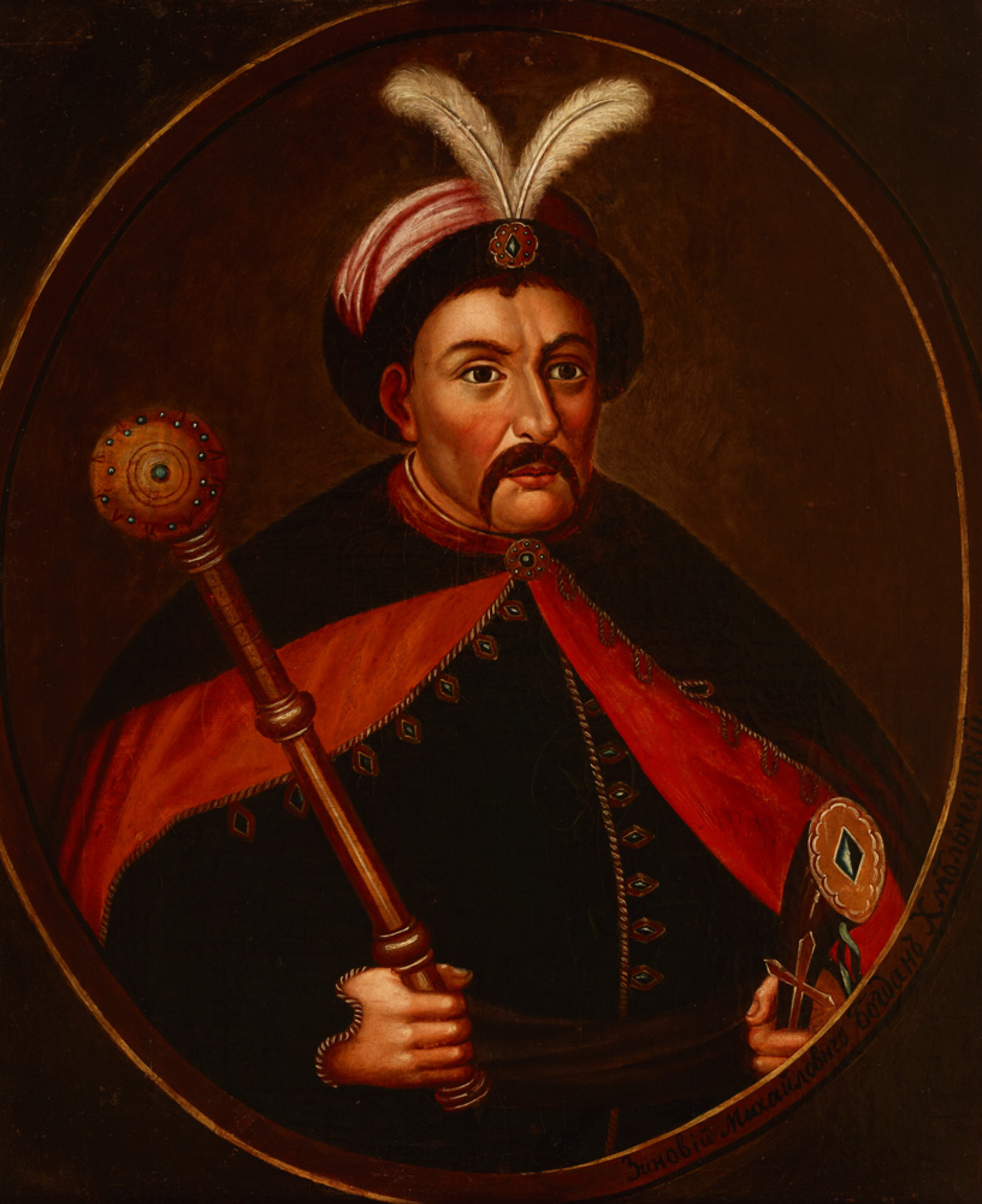
Retrat de Bogdan Khmelnitsky, finals del, Museu Nacional de Cracòvia

Les batalles dels anys següents van ser desfavorables als cosacs ucraïnesos i van reduir els avantatges obtinguts a Zboriv.
Aleshores Khmelnitski es va dirigir al tsar Aleix de Rússia a través d'ambaixadors del monestir de les roques d'Ussiknovenski i va convèncer (no sense dificultats) els cosacs perquè es posessin sota la seva protecció.
El Tractat de Pereiàslav del 1654 confirmà aquesta proposició, que donava al tsar la riba oriental del Dniéper, que els cosacs controlaven encara (Hetmanat cosac). La revolta cosaca es va transformar llavors en guerra russo-polonesa, que no es va acabar fins al 1667, amb la signatura del tractat d'Andrússovo.

### Reconciliació amb Suècia i mort
Però Rússia prengué cada cop més el control de l'hetmanat cosac, la qual cosa va portar Bohdan Khmelnitski a girar cap a una aliança amb una altra potència, Suècia Aquestes negociacions no van tenir èxit.

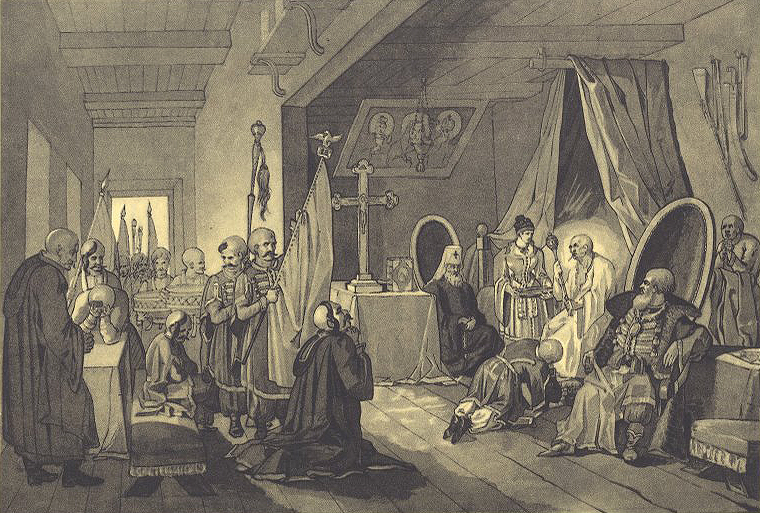
Mort de Bohdan per Taràs Xevtxenko (1836-37).

El 22 juliol 1657, Khmelnitski va ser afectat per una hemorràgia cerebral que el va deixar paralitzat . Va morir menys d'una setmana després, el 27 de juliol de 1657. El seu funeral va tenir lloc el 23 d'agost a la seva finca de Soubotiv.
Khmelnitski havia planejat fer hereditària la dignitat d'hetman a la seva família i va fer elegir el seu fill Iuri com a successor abans de la seva mort. Iuri era encara menor d'edat i no especialment apte per assumir el càrrec, i els cosacs van decidir l’octubre de 1657 triar Ivan Vihovski, un aristòcrata ucraïnès culte i intel·ligent.

## Matrimoni i descendència
Bohdan Khmelnitski es va casar amb Anna Somko. van tenir 5 fills:
- Stepanida
- Olena
- Kateryna
- Tomofii Khmelnitski}} (* 1632, † 5/15 setembre 1653) que es va casar amb Roxanda Lupu.
- Iuri (* 1641 † 1685)

## Historiografia

### Massacres i pogroms

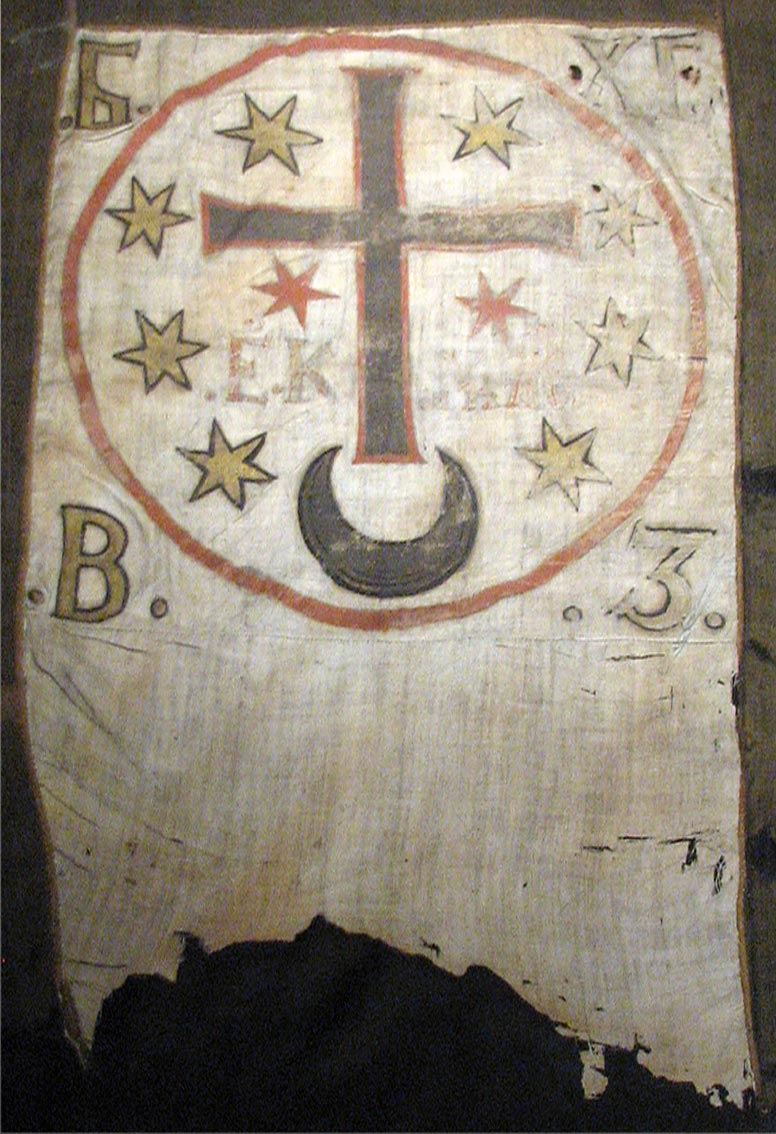
Estàndard de Bohdan Khmelnitski, exposat al Museu de l'Exèrcit d'Estocolm (Suècia)

Durant aquests anys es van produir moltes massacres a Ucraïna. Tenen com a objectiu els polonesos, les Esglésies Catòliques Orientals, considerades heretges i acusades de ser els agents de la polonització, així com els jueus, alguns dels quals són intermediaris econòmics entre la classe dirigent i els camperols, sumant-se això al tradicional antijudaisme religiós i la designació dels jueus com a bocs expiatoris.
Els pogroms van delmar especialment les comunitats jueves d'Ucraïna, reduint a cendres importants centres de Volínia, Lituània i Polònia.
Aquests esdeveniments sagnants, inclosos episodis d'extrema crueltat, són esmentats per nombrosos autors. En el seu llibre The Bottom of the Abyss, Nathan ben Moses Hannover, un testimoni ocular, anomena Khmelnitski el perseguidor, descrivint les desgràcies dels jueus, massacrats o convertits per la força al cristianisme, o venuts com a esclavitud als mercats de Constantinoble - com també va ser el cas dels catòlics romans i dels cristians de les Esglésies Catòliques Orientals assassinats o portats en captivitat.

Una novel·la d’Isaac Bashevis Singer publicada el 1933 comença amb una cronologia històrica que evoca aquest període de persecucions i assassinats antijueus a Ucraïna el 1648-1649. Cita un lament de badkhn, l'animador tradicional dels casaments jueus, que recorda aquests episodis:
| « | Els haidamak ens van massacrar i martiritzar. Van matar nens petits, van segrestar dones. Chmielnicki va partir panxes i hi va cosir gats (a causa dels nostres pecats! Per això ens lamentem tan fort i us implorem, Venja, Senyor, la sang dels teus sants massacrats! | » |
| — Carole Ksiazenicer-Matheron, Messianisme et intertextualité dans La Corne du bélier, d'Isaac Bashevis Singer. | |   |

El nombre de jueus assassinats durant aquest període varia segons les fonts. 40.000 segons  Shaul Stampfer, 50.000 segons l'historiador Henri Minczeles, de 80.000 a 100.000, segons l’historiador Ilia Tcherikover. Altres historiadors consideren que per manca de dades fiables és impossible establir xifres precises. Fins al dia d'avui, l'aixecament de Khmelnitski és considerat pels jueus com un dels esdeveniments més traumàtics de la seva història.

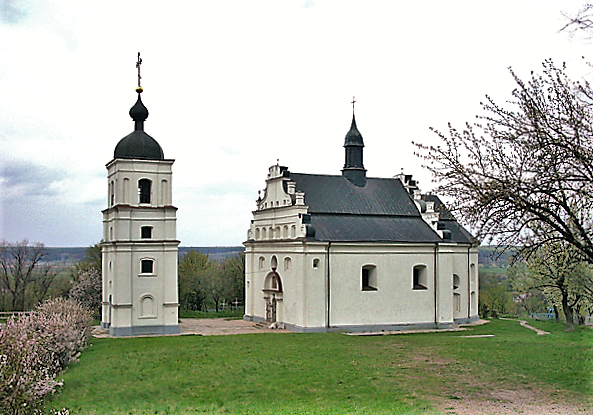
Església de Subotiv, construïda per Khmelnitski que hi està enterrat.

### Paper de Bohdan Khmelnitski
El paper de Bohan Khmelnitski en la història d'Europa de l'Est és, sens dubte, important. No només va donar forma al futur d'Ucraïna, sinó que també va canviar significativament l'equilibri de poder a l'Europa de l'Est.
Des d'una perspectiva ucraïnesa moderna, apareix com el pare de la nació, després d'haver obert el camí cap a la independència. Va situar Ucraïna al mapa polític d'Europa, mitjançant el Tractat de Zboriv, en forma d'entitat autònoma anomenada Hetmanat. Es va formar un regiment de la República Popular d'Ucraïna amb el seu nom11 de maig de 1917.

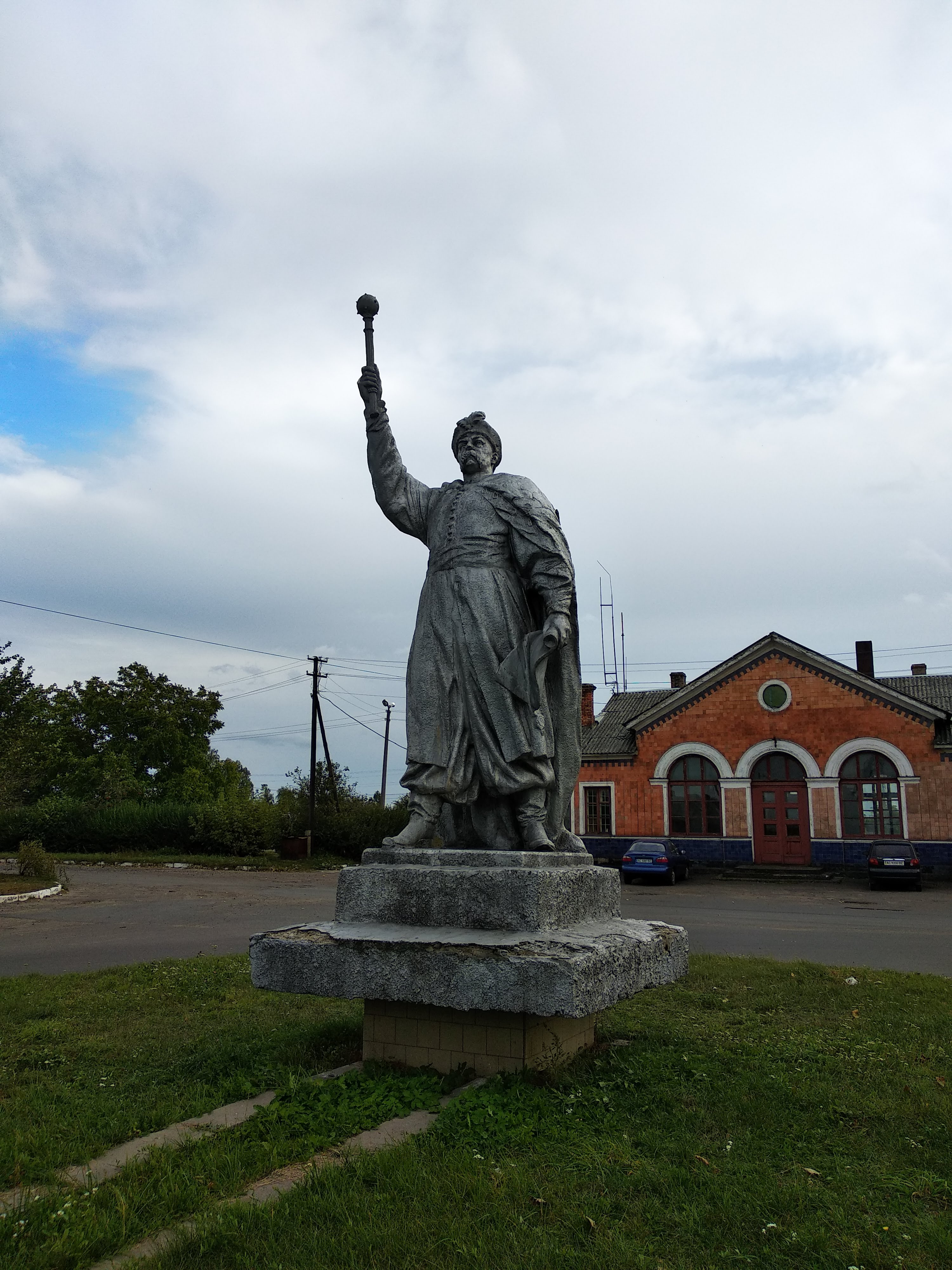
Estàtua a la glòria de Bohdan Khmelnitski a Liouboml.

Per als russos, va permetre la reunificació de les terres de l'antiga Rus de Kíev (de fet parcialment) mitjançant la signatura del Tractat de Pereïaslav. De fet, Moscòvia va reivindicar per si mateixa l'herència històrica d'aquest antic principat eslau oriental. Per tant, Bohdan Khmelnitski és vist com un personatge positiu, però amb un enfocament històric diferent des del punt de vista ucraïnès. La historiografia soviètica també va posicionar aquest personatge com a positiu, simbolitzant fraternitat entre pobles germans, en aquest cas russos i ucraïnesos. També es va crear una medalla militar, l'Orde de Bogdan Khmelnitski, en el seu honor. Per als polonesos, Bogdan Khmelnitsky sembla ser l'home que va afeblir permanentment el poder polonès. En terminologia polonesa, aquest període s'anomena " el Diluvi” i marca l'inici del debilitament de Polònia. Un debilitament que portarà a les particions de Polònia al segle xvii. Bogdan Khmelnitski va deixar la seva empremta en la consciència polonesa, també serà un personatge important en diverses obres de ficció contemporànies, com ara la Trilogia del ferro i del foc escrites per Henryk Sienkiewicz.

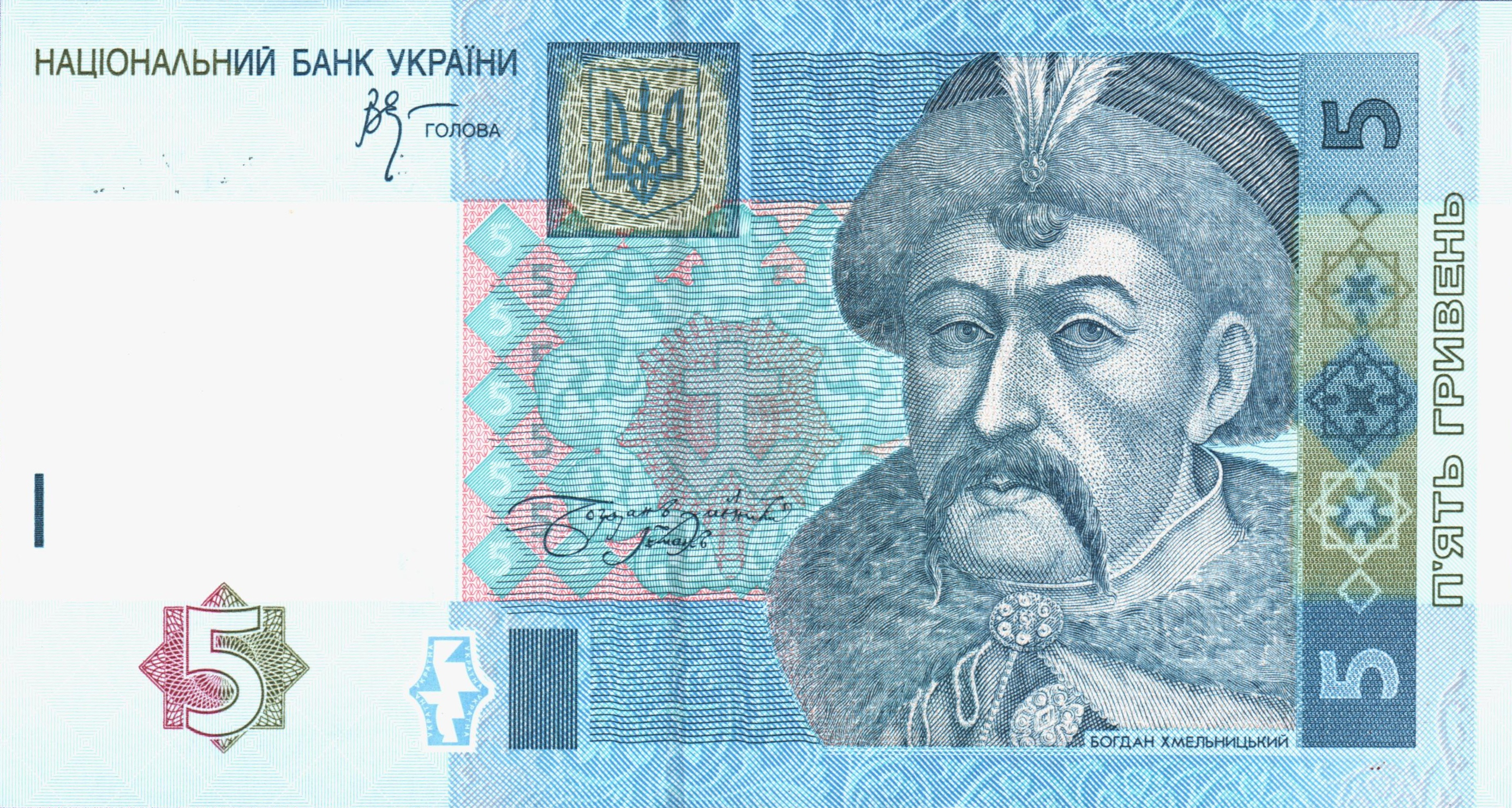
Bitllet de 5 Hryvnas el 2005.

Finalment, com que Bohdan Khmelnitski és el causant d'un dels pogroms antijueus més grans de la història europea, es veu per tant com un personatge negatiu en la història d'aquest poble.
No obstant això, com Maksim Krivonis i Khmelnitski figuren com a herois nacionals, però sovint són acusats pels historiadors del genocidi sistemàtic dels jueus el 1648-49, l'arquebisbe Jonathan de Tulchinsky i Bratslav de l'Església ortodoxa ucraïnesa del Patriarcat de Moscou van acusar l'any 2010 a Khmelssany Cohdan de neteja ètnica i assassinat deliberat de milers de jueus a la riba dreta d'Ucraïna i les mateixes acusacions es repeteixen el 2018 pel primer ministre polonès Mateusz Morawiecki, que situa Khmelnitski entre els que van cometre els crims més grans contra el poble jueu, comparant-lo amb Hitler.

## Homenatges

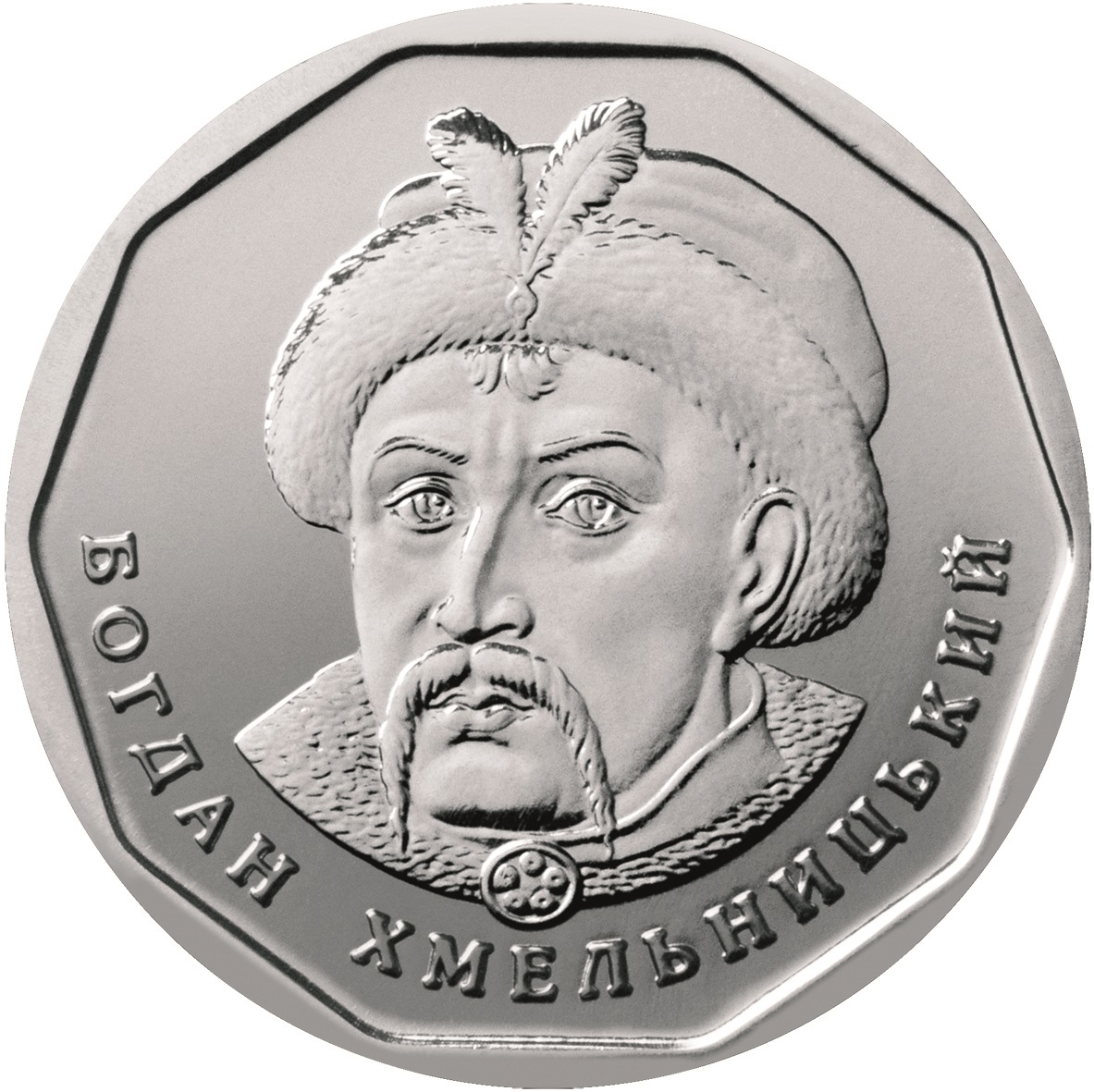
Moneda de cinc Hryvnies el 2018.

- Moneda de cinc Hryvnies el 2018. Bohdan Khmelnytskyi té el seu Museu Bogdan Khmelnitsky a Chyhyryne, on encara existeixen les seves cases i s'han erigit monuments a moltes ciutats en el seu honor.
- La seva semblança s'utilitza a les monedes d'Ucraïna. Des de la independència d'Ucraïna el 1991, s'han posat en circulació bitllets amb la seva imatge.

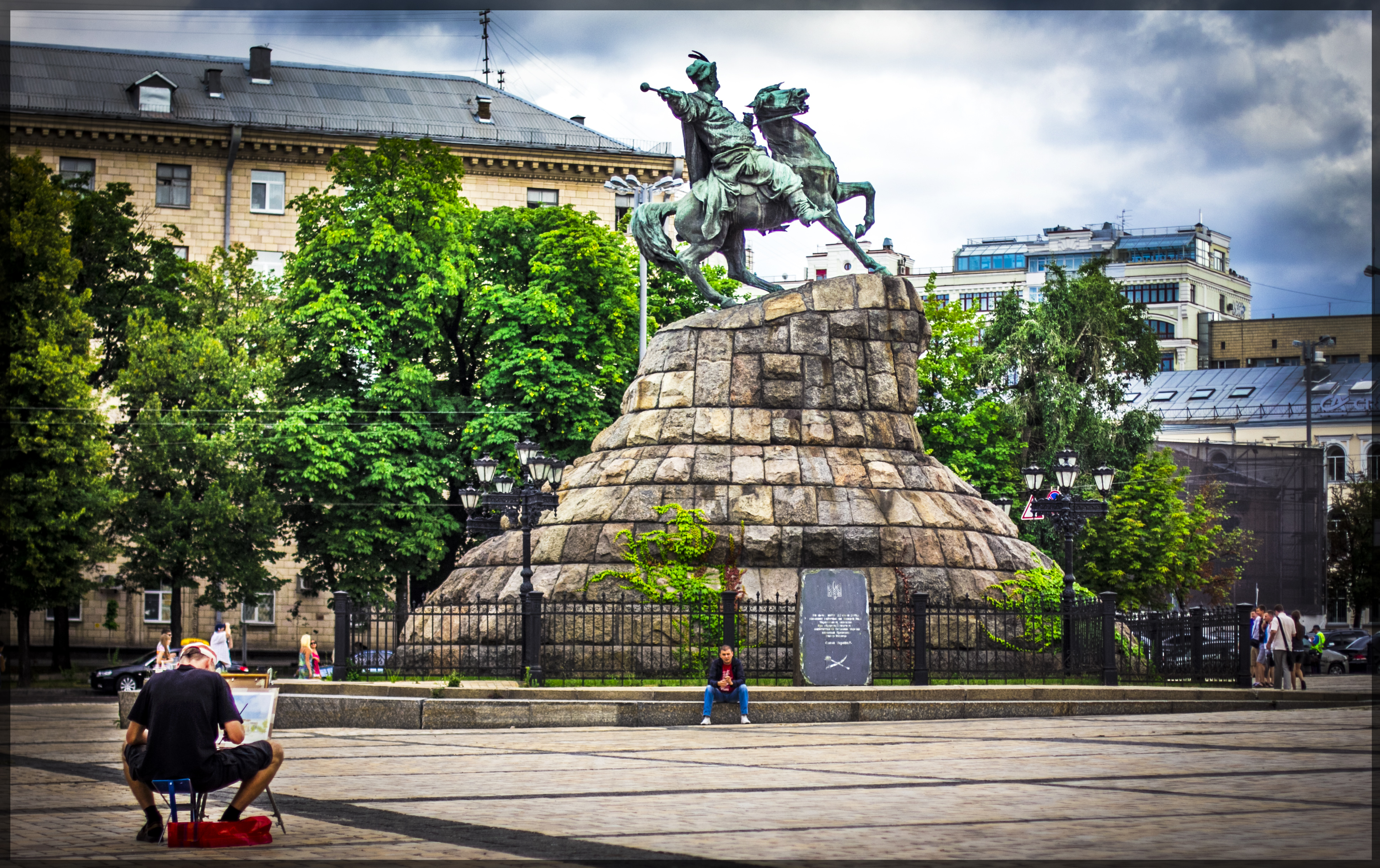
Monument a Bohdan Khmelnitski a Kíev.

- Un Óblast d'Ucraïna porta el seu nom. Monument a Bohdan Khmelnitski a Kíev. La ciutat ucraïnesa de Khmelnitski rep el seu nom.
- A la majoria de ciutats ucraïneses hi ha carrers Bohdan Khmelnitskyi, així com l'avinguda Bohdan Khmelnitskyi a la ciutat de Dniprò.
- Durant l'època de l'URSS, l'Orde de Bogdan Khmelnitski estava destinada a premiar els oficials i els suboficials. A més, l'Orde de Bohdan Khmelntskyi s'estableix a l'Ucraïna moderna per recompensar els ciutadans ucraïnesos pels mèrits especials en la protecció de la sobirania estatal, la integritat territorial i l'enfortiment de la capacitat de defensa i la seguretat d'Ucraïna.
- La Brigada Presidencial Separada Hetman Bohdan Khmelnitskyi, una unitat de les Forces Armades d'Ucraïna encarregada de protegir el president d'Ucraïna, rep el seu nom en honor a Khmelnitski.

### Bohdan Khmelnytsky al cinema
La pel·lícula Bogdan Khmelnitsky dirigida per Igor Savchenko es va estrenar l'any 1941, amb Nikolai Mordvinov en el paper principal

### Literatura
Khmelnitski ha estat l'heroi de diverses obres de ficció, entre les quals la trilogia de Henryk Sienkiewicz titulada Pel ferro i pel foc, la més cèlebre.